# عقد 580 هـ
عقد 580 هـ هو الفترة بين عام 580 إلى 589 في التقويم الهجري، أي العشر سنوات التاسعة من القرن السادس الهجري.